# 寂静的春天
《寂靜的春天》（英語：Silent Spring），又譯《沉寂的春天》，是美国海洋生物学家蕾切尔·卡森所寫的一本環境科學書籍。
在1950年代末，卡森開始致力於環境保護，特別是她認為是人工化學合成農藥造成的環境問題。她的研究成果是《寂靜的春天》，為美國大眾喚起環境問題有關注意。該書遭許多化學製品公司強烈反對，但對美國公眾輿論造成廣泛影響，並導致美國農藥有關政策改變，在全國範圍內禁止在農業中使用滴滴涕，也促進最終導致美國國家環境保護局成立的環保運動。有評論者认为，該著作的出版是当代深层生态学运动的开端。
威廉·道格拉斯曾为本书英文版作序。

## 研究及寫作過程

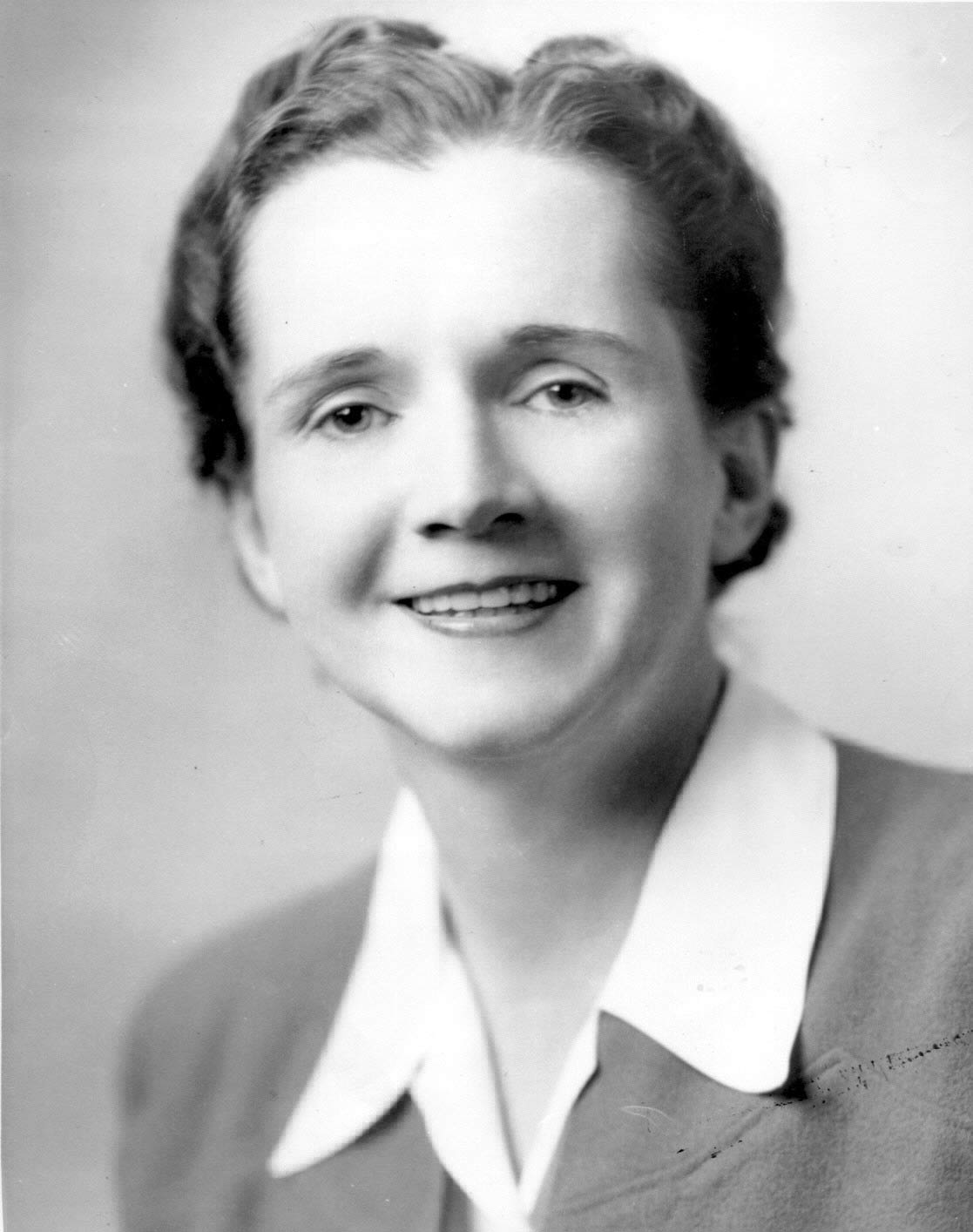
蕾切尔·卡森，摄于1940年

1940年代中期，卡森已經為人造化學殺蟲劑的發展及使用感到擔憂。1957年，美國農業部展開根除火蟻的計劃，在林地（包括私人土地）空投DDT及燃油與殺蟲劑的混合物，促使卡森投入她的有關研究以及寫作。
長島上的地主們曾向法院提出訴訟以停止灑藥作業，許多受灑藥影響的地區亦非常關注此案。此訴訟以失敗告終，但美國最高法院給予請願者對未來可能對環境造成危害的作業申請禁令的權力。
隨著卡森開展她的研究，卡森聯繫到一個正在記錄殺蟲劑所產生的生理及環境影響的團體。她從當中的科學家們獲得了這些研究的機密資料。同時，她發現科學家們對殺蟲劑的態度主要分為兩種：一是在出現決定性的證明前忽略投放殺蟲劑的危害的人，二是認可殺蟲劑的可能風險並願意考慮如生物防治的替代方案的人。
到1960年，卡森已經收集到足夠的研究報告，她的寫作也進展迅速。此前她研究了數百份關於接觸殺蟲劑後生病的人類以及環境污染的事件。1960年1月，她因病休息了數周，3月份痊癒時發現左胸存在囊腫，需要進行乳房切除術。同年12月，卡森確診已經遠端轉移的乳癌。

## 反應
卡森和其他此書的參與者都預見了可能的強烈批評，甚至於被化學製品公司指控誹謗罪。卡森在此書發表前正在進行化學治療，因而了解自己只有非常有限的精力回應這些批評。
正式出版的前一星期逐漸出現來自化工產業的反對聲音。比如DDT的主要生產商杜邦公司。化學製品公司以組織開始製作並發布支持使用殺蟲劑的文章。

## 影響
美國於1972年禁止將DDT用於農業上，大部分西方國家亦限制其使用。

### 評價
前美國副總統，環境主義者，諾貝爾和平獎得主，艾爾·高爾為1992年版《寂靜的春天》作引言，將卡森受到的批評與查爾斯·達爾文發表《物種起源》時受到的批評作類比，亦肯定此書在環保主義的地位，寫道：「如果沒有這本書，環境保護運動或許會滯後許多年，甚至可能現在都尚未開始。」